# Frémonville
Frémonville település Franciaországban, Meurthe-et-Moselle megyében. Lakosainak száma 209 fő (2022. január 1.). Frémonville Hattigny, Richeval, Blâmont, Cirey-sur-Vezouze, Gogney, Harbouey és Tanconville községekkel határos.

## Népesség
A település népességének változása:
| Lakosok száma | 264  | 189  | 192  | 213  | 175  | 182  | 187  | 189  | 196  | 209  |
|               | 1968 | 1982 | 1990 | 2006 | 2013 | 2015 | 2017 | 2019 | 2020 | 2022 |